# Матвийчук, Василий Александрович
Васи́лий Алекса́ндрович Матвийчу́к (укр. Василь Олександрович Матвійчук; род. 13 января 1982, Каменец-Подольский, Хмельницкая область) — украинский легкоатлет, специалист по бегу на длинные дистанции и марафону. Выступал на профессиональном уровне в 2000-х и 2010-х годах, победитель и призёр ряда крупных международных стартов на шоссе и на дорожке, многократный чемпион Украины, участник летних Олимпийских игр в Пекине. Мастер спорта Украины международного класса.

## Биография
Василий Матвийчук родился 13 января 1982 года в селе Белогородка Изяславского района Хмельницкой области Украинской ССР. Младший брат Александр — в будущем тоже известный бегун-марафонец.
В детстве пробовал себя в разных видах спорта: волейболе, футболе, баскетболе, лёгкой атлетике. После победы на районных соревнованиях стал заниматься бегом под руководством тренера Василия Владимировича Лищука.
Впервые заявил о себе в лёгкой атлетике на международном уровне в сезоне 1999 года, когда вошёл в состав украинской национальной сборной и выступил на юношеском мировом первенстве в Быдгоще — в беге на 2000 метров с препятствиями занял итоговое 13-е место.
В 2000 году на юниорском мировом первенстве в Сантьяго в беге на 5000 и 10 000 метров занял 13-е и 8-е места соответственно. Также в этом сезоне принял участие в юниорском забеге на чемпионате Европы по кроссу в Мальмё.
В 2001 году на юниорском европейском первенстве в Гроссето стал пятым в дисциплине 5000 метров, тогда как на дистанции 10 000 метров превзошёл всех соперников и завоевал золотую медаль. При этом на кроссовом чемпионате Европы в Туне одержал победу в гонке юниоров на 6,15 км, обогнав среди прочих титулованного в будущем представителя Великобритании Мо Фара.
Начиная с 2002 года постоянно проживал в Италии и регулярно выступал за итальянский клуб на различных коммерческих стартах в Европе.
В 2003 году на молодёжном европейском первенстве в Быдгоще финишировал четвёртым в беге на 5000 метров и стал серебряным призёром в беге на 10 000 метров. На чемпионате мира по кроссу в Лозанне пришёл к финишу 44-м.
В 2004 году стал чемпионом Украины в беге на 10 000 метров и в полумарафоне. Попробовал себя на марафонской дистанции, в частности с результатом 2:16:12 занял 13-е место на Нью-Йоркском марафоне.
На чемпионате Украины 2005 года был лучшим в дисциплинах 5000 и 10 000 метров. Финишировал третьим на Итальянском марафоне в Капри (2:12:34).
В 2006 году занял 18-е место на Парижском марафоне (2:15:10), был пятым на Итальянском марафоне (2:13:07). Показал 14-й результат на чемпионате Европы по кроссу в Сан-Джорджо-су-Леньяно.
Будучи студентом, в 2007 году представлял Украину на Универсиаде в Бангкоке, где в беге на 10 000 метров стал шестым. На Кубке Европы в Ферраре в той же дисциплине пришёл к финишу четвёртым. Помимо этого, финишировал восьмым на Венецианском марафоне (2:15:28).
В 2008 году с личным рекордом 2:10:36 стал пятым на Туринском марафоне. Выполнив олимпийский квалификационный норматив, благополучно прошёл отбор на летние Олимпийские игры в Пекине — в программе марафона показал результат 2:17:50, расположившись в итоговом протоколе соревнований на 27-й строке. Кроме того, отметился выступлением на чемпионате мира по полумарафону в Рио-де-Жанейро, где занял 65-е место.
В 2009 году бежал полумарафон на Универсиаде в Белграде, став в итоге пятым. Победил на чемпионате Украины в беге на 10 000 метров и на Итальянском марафоне (2:11:44).
В 2010 году стартовал на Римском марафоне, но сошёл с дистанции. С результатом 2:28:26 занял 27-е место в марафоне на чемпионате Европы в Барселоне.
В 2011 году закрыл десятку сильнейших Мадридского марафона (2:16:21), тогда как на трёх других марафонах сошёл.
На Римском марафоне 2012 года Матвийчук пытался выполнить олимпийский квалификационный норматив, в итоге показал здесь результат 2:16:47, чего оказалось недостаточно для попадания на Олимпиаду. Эта его неудачная попытка отражена в американском документальном фильме Spirit of the Marathon II, где он являлся одним из восьми главных героев.
В 2013 году занял 41-е место в марафоне на чемпионате мира в Москве (2:26:21).
В 2014 году помимо прочего финишировал третьим на Краковском марафоне (2:19:34).
Впоследствии ещё достаточно долго продолжал принимать участие в различных небольших коммерческих стартах, преимущественно на территории Италии.
За выдающиеся спортивные достижения удостоен почётного звания «Мастер спорта Украины международного класса».